# Miles from Our Home
Miles from Our Home è un album in studio del gruppo rock canadese Cowboy Junkies, pubblicato nel giugno del 1998.

## Tracce
1. New Dawn Coming – 4:12 (Michael Timmins)
2. Blue Guitar – 6:09 (Michael Timmins, Townes Van Zandt)
3. Miles from Our Home – 4:35 (Michael Timmins, Greg Clarke, Brodie Lodge)
4. Good Friday – 4:02 (Michael Timmins)
5. Darkling Days – 4:21 (Michael Timmins, Greg Clarke)
6. Hollow as a Bone – 3:26 (Michael Timmins)
7. Someone Out There – 3:00 (Michael Timmins, Greg Clarke)
8. The Summer of Discontent – 4:35 (Michael Timmins, Greg Clarke, Brodie Lodge)
9. No Birds Today – 4:19 (Michael Timmins)
10. Those Final Feet – 9:30 (Michael Timmins)

Durata totale: 48:09

## Formazione
- Margo Timmins - voce
- Michael Timmins - chitarra
- Alan Anton - basso
- Peter Timmins - batteria

Musicisti aggiunti
- Jeff Bird - armonica
- David Houghton - percussioni
- Vince Jones - organo, pianoforte, harmonium
- Lewis Melville - chitarra pedal steel
- Greg Clarke - chitarra (ambient) (brano: Darkling Days)
- Craig Leon - arrangiamenti strumenti ad arco
- Gavin Wright - caporchestra

Note aggiuntive
- John Leckie - produttore
- Registrazioni effettuate al McClear/Pathé Studios, Chemical Sound e allo Studio 306 di Toronto, Canada
- Registrazione effettuata al Maiden's Mill di Warkworth, Ontario, Canada
- Registrazione effettuata al Abbey Road Studios di Londra, Inghilterra
- Periodo di registrazione dell'album effettuato dal gennaio 1997 al gennaio del 1998
- John Leckie - ingegnere della registrazione
- Robert Cobban - ingegnere della registrazione (Studio 306)
- John Biondich - assistente ingegnere della registrazione
- Mike Dy - assistente ingegnere della registrazione
- Darryl Smith - assistente ingegnere della registrazione
- Guy Massey - assistente ingegnere della registrazione
- Mixaggi effettuati all'Image Recording Studio di Los Angeles, California e all'Abbey Road Studios di Londra[1]